# Montagne sacrée
Pour les articles homonymes, voir Montagne sacrée (homonymie).
Une montagne sacrée est une montagne faisant l'objet d'une forme de vénération religieuse de la part de populations humaines vivant aux alentours. Les croyances associées au sommet peuvent dans certains cas interdire aux mortels d'en entreprendre l'escalade, le laissant dès lors inviolé.
Bien qu'ayant des aspects cultuels et symboliques différents, les montagnes sacrées se retrouvent dans la plupart des religions et des cultures archaïques dans le monde.
L'historien des religions Mircea Eliade nomme « montagne cosmique » la montagne mythique ou réelle considérée dans la plupart des religions, comme un lien entre le Ciel et la Terre et donc comme le centre du monde : l'axis mundi. Souvent, la montagne cosmique est selon les mythes, l'objet de hiérophanies.
Toujours selon Mircea Eliade, les temples sont assimilés aux montagnes cosmiques et à leur fonction de « lien » entre le Ciel et la Terre. Les noms mêmes des tours et sanctuaires babyloniens en portent témoignage : ils s'appellent « Mont de la maison », « Maison du Mont de toutes les Terres », « Mont des Tempêtes », etc. La ziggurat est par exemple une montagne cosmique artificielle : les sept étages figurent les sept cieux planétaires ; en les gravissant, le prêtre parvenait au sommet de l'Univers.

## Liste de montagnes sacrées
- Mont Bégo, dont des gravures in situ (4000 av. J.-C.) témoignent d'un culte rendu à la montagne par les bergers locaux.
- Les Black Hills, sacrées selon les Sioux Lakotas.
- Mont Calvo, chez les Latins dans la religion romaine primitive, avec un temple en l'honneur de Jupiter Latiaris.
- Les cinq montagnes sacrées de Chine : mont Tai, mont Hua, mont Song, mont Heng du Sud, mont Heng du Nord, dans le taoïsme et le bouddhisme.
- Mont Fuji, dans le shintoïsme, le bouddhisme et la culture japonaise.
- Mont Gadhamadana (en), dans l'hindouisme et le vishnouisme[3].
- Mont Gerizim, montagne sacrée des Samaritains.
- Mont Golgotha, dans le christianisme.
- Mont Haraberezaiti, dans le zoroastrisme.
- Mont Hesperus, dans la culture des Navajos.
- Mont Kailash, dans la mythologie hindoue, jaïne et le bouddhisme thibétain[3].
- Kunlun, cordillère sacrée dans le taoïsme.
- Mont Meru, dans la mythologie hindoue, persane, bouddhique et jaïne[3].
- Mont Olympe, dans la mythologie grecque.
- Mont Palatin, dans la mythologie romaine.
- Mont Parnasse, dans la mythologie grecque.
- Mont Sinaï, dans le judaïsme, le christianisme et l'islam.
- Mont Sion, dans le judaïsme.
- Mont du Temple, dans le judaïsme et l'islam.
- Mont Thabor, dans le judaïsme et le christianisme.
- Mont Tmole, dans la mythologie des Lydiens.
- Uluru, inselberg sacré pour les Pitjantjatjara.

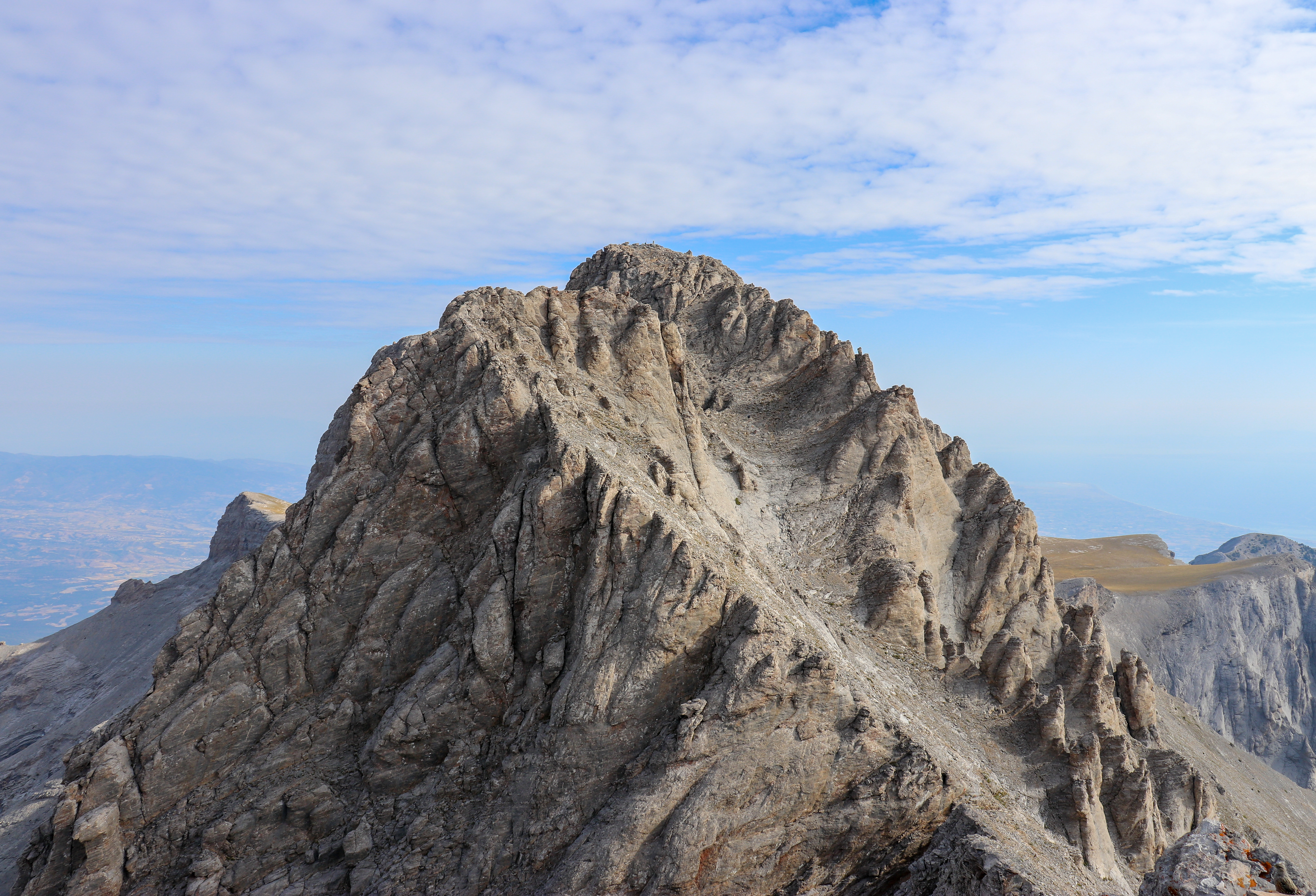
Le mont Olympe, en Grèce.
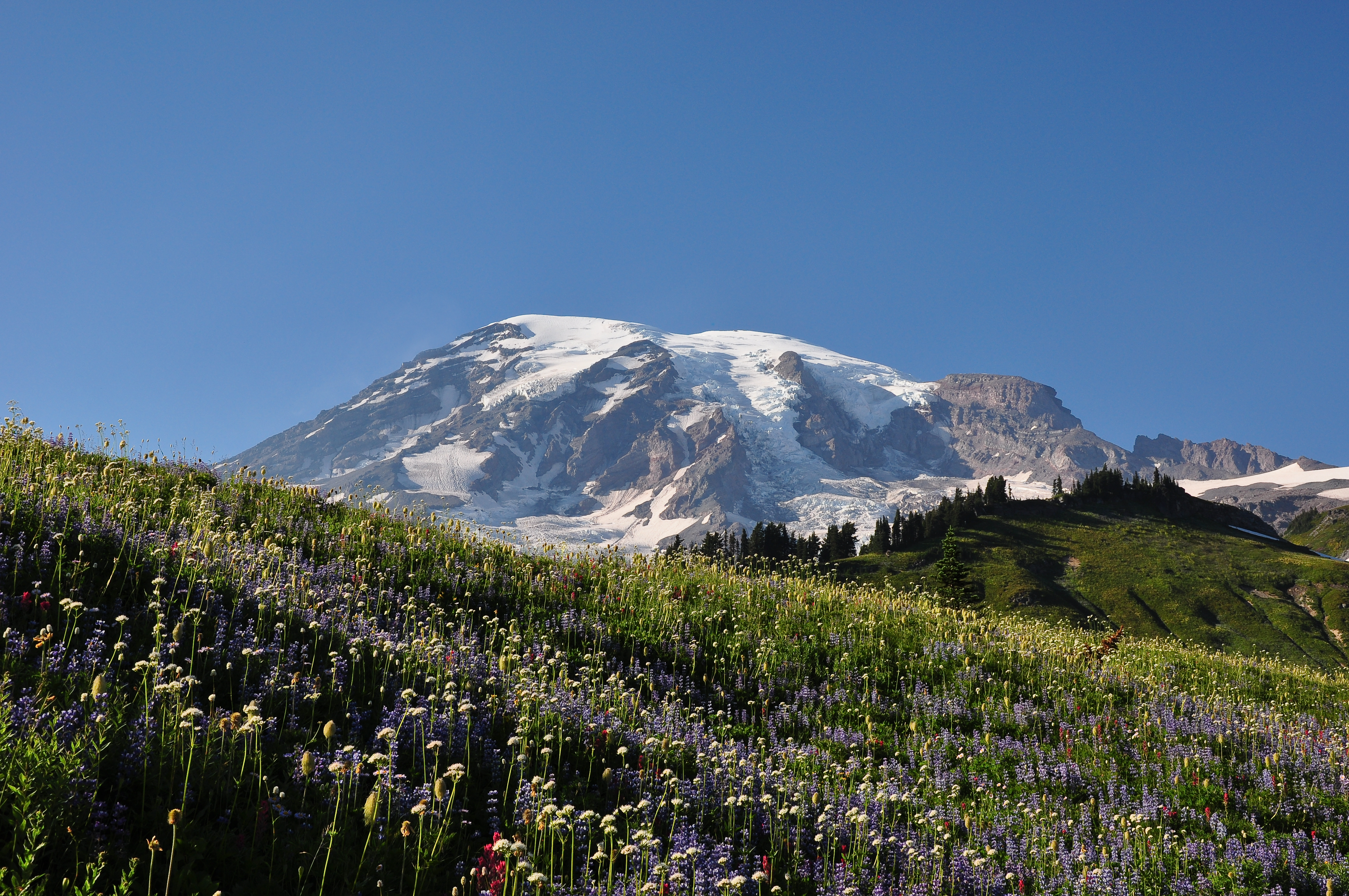
Le mont Rainier, montagne sacrée du nom de Tahoma pour les Nord-Amérindiens des environs.
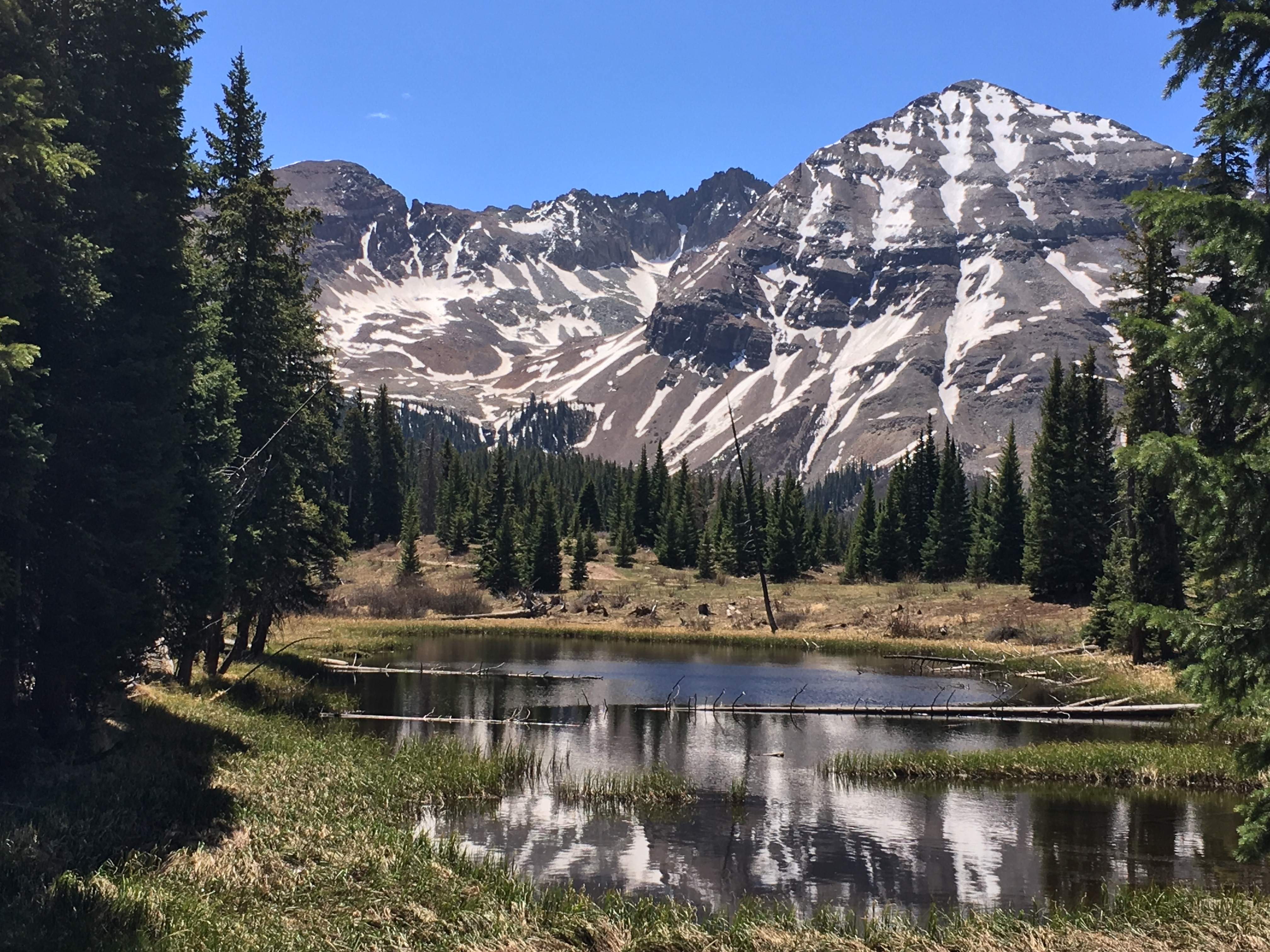
Hesperus Mountain, une des quatre montagnes sacrées des Navajos, apparaissant sur le grand sceau de la nation navajo comme une série de pics noirs.
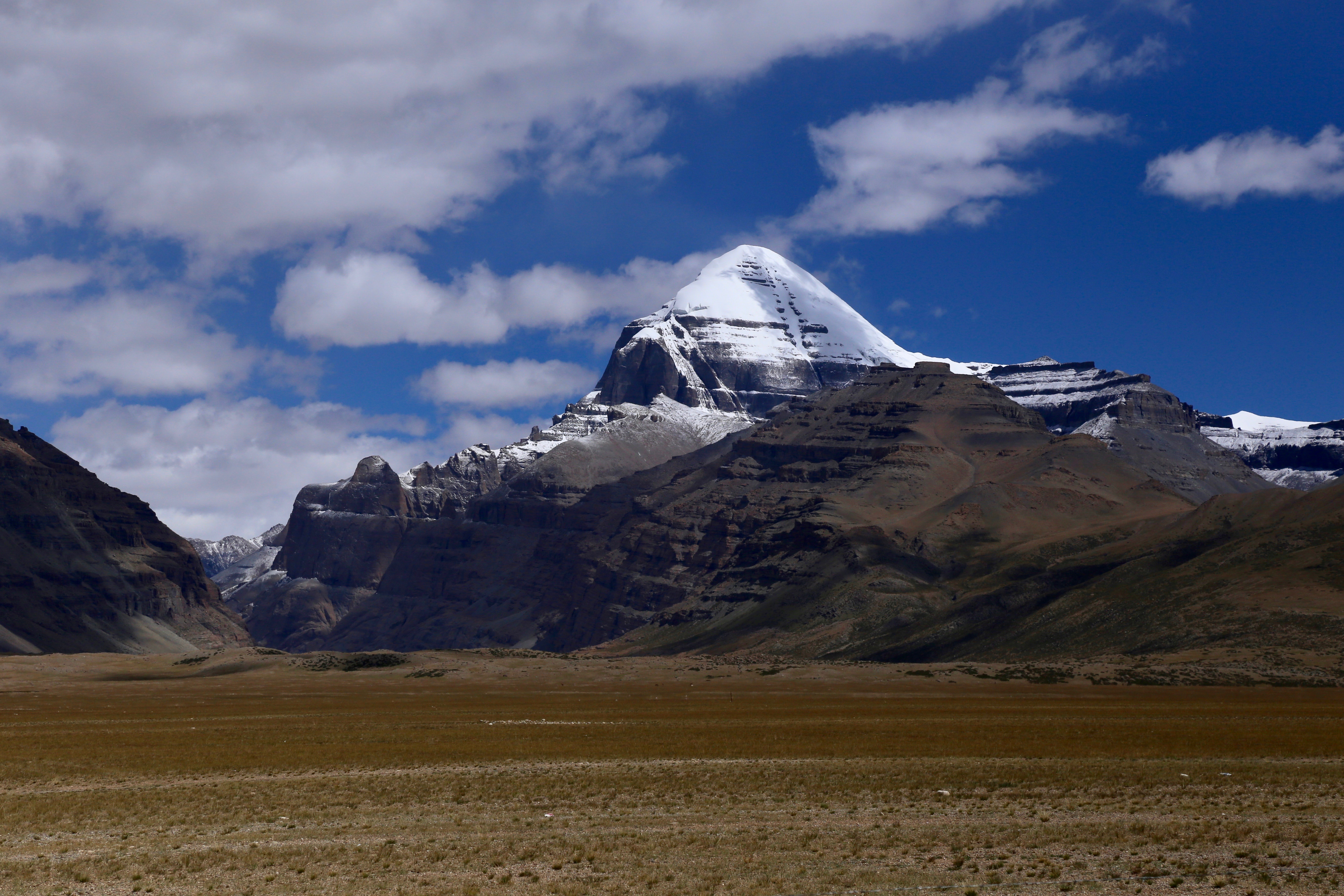
Face sud du mont Kailash, montagne sacrée des pratiquants de quatre des grandes religions asiatiques : les hindous, les jaïns, les bouddhistes et les bönpos.
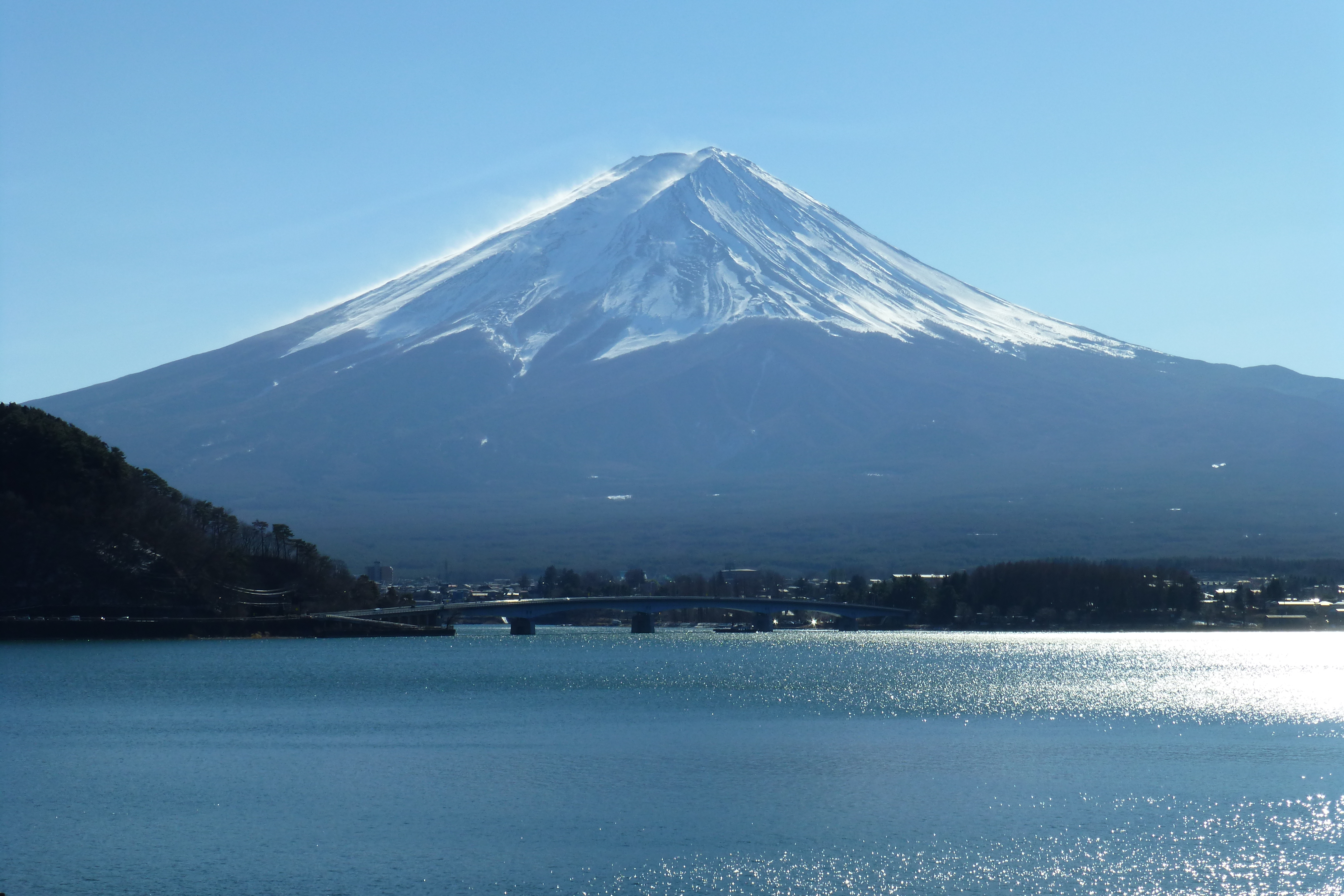
Mont Fuji au Japon, « lieu sacré et source d'inspiration artistique » selon l'UNESCO